# Teila Tuli
Pour les articles homonymes, voir Wily.
Teila Tuli, également connu sous le nom de Taylor Wily, né le 14 juin 1968 à Honolulu (Hawaï, États-Unis), et mort le 20 juin 2024 à Hurricane (Utah, États-Unis), est un acteur américain et un ancien lutteur de sumo et arts martiaux mixtes, d'origine samoane.
Il est communément connu pour son rôle récurrent de Kamekona dans la série télévisée américaine Hawaii 5-0.

## Biographie

### Carrière de sumo
En mars 1987, Teila Tuli a été recruté par l'ancien sekiwake Takamiyama, un autre Hawaïen, et rejoint l'Azumazeki stable, que Takamiyama avait fondé l'année précédente. On lui a donné le nom de sumo Takamishū. Il était invaincu lors de  ses 14 premiers matchs officiels, remportant deux yusho consécutifs (ou championnats-tournoi). Pesant près de 200 kg, il fut l'un des plus grands lutteurs de sumo. En mars 1988, il a été promu à la troisième division makushita, la plus haute, et est devenu le premier lutteur né étranger à remporter le championnat dans cette division. Dans le même mois, le futur yokozuna Akebono, également de Hawaï, a rejoint Azumazeki stable. Comme le plus grand lutteur du classement, Takamishū était un mentor pour Akebono et lui donnait des conseils sur la façon de s'adapter à la vie au Japon. En mars 1989, Takamishū atteint son plus haut rang, makushita 2, et a même combattu deux combats avec l'élite des lutteurs classés Jūryō. Cependant, Takamishū n’a jamais atteint le statut sekitori. Il n'a pas participé au tournoi suivant, et se retire du sumo en juillet 1989.

### Carrière d'acteur
Tuli, ou Taylor Wily, a joué un rôle dans le film de comédie Forgetting Sarah Marshall comme un travailleur de l'hôtel qui se lie d'amitié avec le personnage principal Jason Segel. Il a aussi un rôle récurrent dans la série télévisée Hawaii 5-0. Wily fait une apparition sur la 20e édition de The Amazing Race, et remit des indices aux candidats à la course.
| Année     | Films/séries                     | Rôle      | Note                       |
| --------- | -------------------------------- | --------- | -------------------------- |
| 2018      | Magnum                           | Kamekona  |                            |
| 2017      | MacGyver                         | Kamekona  | 1 épisode                  |
| 2012      | The Amazing Race 20              | caméo     | 12th Leg                   |
| 2010-2020 | Hawaii 5-0                       | Kamekona  | 25 crédités (171 épisodes) |
| 2008      | Sans Sarah, rien ne va !         | Kemo      |                            |
| 2004      | North Shore : Hôtel du Pacifique | Bartender | Ties That Bind             |

## Palmarès en sumo
| Année | Janvier Hatsu basho, Tokyo  | Mars Haru basho, Osaka              | Mai Natsu basho, Tokyo             | Juillet Nagoya basho, Nagoya          | Septembre Aki basho, Tokyo | Novembre Kyūshū basho, Fukuoka |
| --- | --------------------------- | ----------------------------------- | ---------------------------------- | ------------------------------------- | -------------------------- | ------------------------------ |
| 1987 | x                           | (Maezumo)                           | Jonokuchi de l’Est #7 7–0 Champion | Jonidan de l’Est #48 7–0–P Champion   | Sandanme de l’Est #49 4–3  | Sandanme de l’Ouest #31 5–2    |
| 1988 | Sandanme de l’Est #10 4–3   | Makushita de l’Est #55 7–0 Champion | Makushita de l’Est #10 2–5         | Makushita de l’Ouest #23 4–3          | Makushita de l’Est #16 5–2 | Makushita de l’Ouest #8 5–2    |
| 1989 | Makushita de l’Ouest #4 4–3 | Makushita de l’Est #2 3–4           | Makushita de l’Est #6 0–0–7        | Makushita de l’Est #46 Retraite 0–0–7 | x                          | x                              |
| Résultats sous la forme victoires – défaites – absences Champion du tournoi Vice-champion du tournoi Retraite Divisions inférieures Non-participation Sanshō : C = Combativité ; P = Performance exceptionnelle ; T = Technique Aussi représentés : ★ = Kinboshi ; P = Playoff(s) Divisions : Makuuchi — Jūryō — Makushita — Sandanme — Jonidan — Jonokuchi Rangs Makuuchi : Yokozuna — Ōzeki — Sekiwake — Komusubi — Maegashira |                             |                                     |                                    |                                       |                            |                                |

## Palmarès en arts martiaux mixtes
| 1 combats      | 0 victoires | 1 défaites |
| Par KO         | 0           | 1          |
| Par soumission | 0           | 0          |
| Sur décision   | 0           | 0          |

| Résultat | Record | Adversaire          | Méthode                      | Événement | Date             | Round | Temps | Lieu                         | Notes                                  |
| -------- | ------ | ------------------- | ---------------------------- | --------- | ---------------- | ----- | ----- | ---------------------------- | -------------------------------------- |
| Défaite  | 0-1    | Gerard Gordeau (en) | TKO (coup de pied à la tête) | UFC 1     | 12 novembre 1993 | 1     | 0:26  | Denver, Colorado, États-Unis | Premier combat de l'histoire de l'UFC. |